# Via della Vittoria
Via della Vittoria ("Sejrens vej") var en vej, som blev bygget af italienske ingeniørtropper efter Italiens invasion af Ægypten i 1940 under 2. Verdenskrig. Vejen strakte sig mellem Sidi Barrani i Ægypten og grænsen til Libyen, hvor den havde forbindelse med Via Balbia.  Den nye vej blev anvendt af britiske styrker under Operation Compass og spillede i det hele taget en væsentlig rolle under resten af Ørkenkrigen.